# Герлах фон Виненбург-Байлщайн
Герлах фон Виненбург-Байлщайн (на немски: Gerlach von Winnenburg-Beilstein; † между 30 октомври 1382 и 11 май 1387) е господар на господството Винебург и Байлщайн във Вестервалд.
Той е син на Куно I (II) фон Виненбург († 1338) и съпругата му Елизабет/Лиза фон Браунсхорн († 1368), единствената дъщеря на Герлах фон Браунсхорн († 1361/1362) и първата му съпруга Йоханета фон Оурен-Ройланд († 1335/1336). Внук е на Вирих фон Виненбург († сл. 1321) и Гезела († сл. 1293) и правнук на Даниел фон Виненбург († 1277/1279) и Елизабет фон Валдек († сл. 1282). Брат е на Куно II фон Виненбург-Байлщайн/ III († 1394/1396), който е бездетен.
През 1362 г. Герлах и брат му Куно II наследяват и собствеността на дядо им Герлах фон Браунсхорн и през 1363 г. също господството Байлщайн със замък Байлщайн.

## Фамилия
Герлах фон Виненбург-Байлщайн се жени на 28 януари 1372/пр. 11 февруари 1375 г. за Лукарда фон Брол († сл. 1375/1385), дъщеря на Конрад фон Брол († 1387) и София фон Хадамар († сл. 1395). Те имат две деца:
- Йохан I фон Виненбург-Байлщайн († сл. 1444), женен пр. 26 април 1402 г. за Ирмезинд фон Елтер († сл. 1414)
- Лиза фон Виненбург-Байлщайн († сл. 1396), омъжена за Гилес фон Милберг-Хам († сл. 1411)